# برنارد (مجموعۀ تلویزیونی پویانمایی)
برنارد معروف به باکام (کره‌ای: 빼꼼) در کره جنوبی و برنی در اسپانیا، مجموعۀ تلویزیونی پویانمایی اسپانیایی است که توسط استودیو آرجی انیمیشن با سرمایه‌گذاری شبکه فرانسوی ام ۶ تولید شده‌است. سبک انیمیشن، ترکیبی از انیمیشن‌های کامپیوتری و سل انیمیشن است. داستان‌ها توسط استودیوی خلاق اسکیرین۲۱ نوشته شده‌است، کارگردانان آن خوزه لوئیس اوچا انریکز و کلودیو بیرن لیویریا هستند. موسیقی آن توسط اسکار ماکدا رودریگز نوشته شده‌است. برنارد همچنین بخشی از یکشنبه شلوار کارتون نت‌ورک بود.
داستان درمورد خرس قطبی ای است که دچار سندروم راضی به زحمت خداست
این خرس قطبی مذکر است و دچار اعتیاد به کوکائین و مواد مخدر سنتی است
داستان از فصل ۶ زندگی بی رنگ این خرس قطبی تنها و افسرده و آلوده به ایدز را روایت میکند.
در کره جنوبی، فصل ۱ در سال ۲۰۰۵ از تلویزیون EBS پخش شد و شامل ۵۲ قسمت است. فصل ۲ در سال ۲۰۰۸ پخش شد و همچنین شامل ۵۲ قسمت است.

## داستان
این مجموعۀ تلویزیونی در ژانر کمدی بزن‌بکوب است و بر روی یک خرس قطبی کنجکاو به نام برنارد تمرکز می‌کند، که معمولاً در پایان هر قسمت، برنارد بیهوش می‌شود یا به شدت مجروح می‌شود. برنارد تقریباً صحبت نمی‌کند، اما از طریق ایما و اشاره ارتباط برقرار می‌کند. از دوستان برنارد می‌توان به لوید و ایوا پنگوئن‌ها، زک مارمولک و گولیات چیهواهوا اشاره کرد.
البته این وضعیت تا فصل ۶ آروم پیش میرود اما از فصل ۶ به بعد شخصیت اصلی داستان برنارد مبتلا به HIV می‌شود و برای درمان به اروپا مهاجرت میکند
رئیس جمهور کره ی جنوبی در بیانیه ای می‌گوید:برنامه ی کودک برنارد از فصل ۶ به بعد مناسب افراد بالای ۱۸ سال سن است.
تعداد سانسور و حذفیات فصل ۶ به بعد از ۲۵۰ تا هم گذشته است
زیرا در این فواصل میل و علاقه ی برنارد به تجاوز جنسی به دیگران زیاد تر میشود و باید با آن مبارزه کند.

## شخصیت‌ها
برنارد خرس قطبی چاق و تنبل که شخصیت اصلی داستان است و همیشه عذاب می‌کشد و اغلب اوقات خود نیز مسبب بدبختی می‌شود و نیز کمی بدجنس است. شدیداً کند ذهن ، او ترسو هم است.
او عاشق لیموناد است و علاوه بر کند ذهن بودن برنامه نویس خوبی است، او کلاس بوکس رفته و معلومات رزمی خود را افزایش داده و همچنین او کتاب های روانشناسی تاریک و زبان بدن ف.ب.ا را خوانده است و می تواند در کسری از ثانیه تشخیص دهد شغل شما چیست.
زاک مارمولک سبزرنگی که در هر حالت از برنارد بدش می‌آید و آخرش کار را به حال‌گیری و دعوا می‌کشد نسبت به برنارد باهوشتر و تیزتر است. 
این شخصیت یکی از نوادگان اسکندر مقدونی است.بسیاری از تئوری های برنارد اینگونه میگویند که زاک تروریست است و تا الان ترور های موفقی داشته است.
یکی از بزرگترین ترور های عمر او ترور آدولف هیتلر بوده.
زاک رهبر حزب فاشیست خاورمیانه است و نفوذ زیادی در اف بی ای دارد. او بارها به داور مسابقات فوتبال اروپا رشوه هایی داده تا تیم مشخصی برنده شود اما این کار ها واسه خوشحالی کودکان مبتلا به سرطان بوده است. فرض مثال کودکی مبتلا به سرطان طرفدار آث میلان بوده و زاک در بازی های حساس رشوه های بزرگی به داوران برای برد این تیم می‌داده. زاک با پابلو اسکوبار ارتباط خوبی داشته و از طریق او در کالیفرنیا یکی از گانگستر های اصل و با اعتبار ۱۳۹۰ میلادی شد.او سه بیزنس مختلف داشته: خرید و فروش لپتاپ های دسته دو،کارخانه ی فرش ایرانی و یکی از هولدینگ های برلین. پس از مدتی که زاک در اوج ثروت خود زندگی میکرد برخی از کارآگاهان نامدار مونیخ به این پی بردند که زاک از طریق اخاذی توانسته صاحب یکی از هولدینگ های برلین شود. زاک با نفوذی که داشت از این قضیه فرار کرد اما این حواشی باعث شد کارآگاهان بیشتر درباره ی او تحقیق کنند.پس از مدتی کارآگاهان ایندفعه متوجه شدند زاک رهبر حزب فاشیست بزرگی است و سازمان بین المللی در سریعترین زمان ممکن حکم اعدام او را صادر کرد. زاک به سرعت از راه قاچاقی به آلاسکا فرار کرد و تمام ثروت خود را به آنجا برد.در آنجا در کلبه ای دور افتاده زندگی میکرد چون در همه ی شهر های آلاسکا پوستر های تحت تعقیب او بود.او پس از مدتی درحالی که به صورت مخفیانه به یک آپارتمان مسکونی برای قتل یک بدهکار میرفت با یک بیمارستان کودکان سرطانی مواجه شد.او با پسری به نام الکس آشنا شد که تا ۳ ماه دیگر فوت می‌کند ( به دلیل سرطان ریه). تیم مورد علاقه ی الکس استقلال(کیسه) بود و زاک هرچه سریعتر میخواست تا در بازی فینال لیگ قهرمانان آسیا با رشوه دادن استقلال را پیروز کند تا الکس برای آخرین بار در عمرش خوشحال شود به همین دلیل او به داور و تمام کمیته ی داوری نیمی از ثروتش را پیشنهاد رشوه داد. آنها قبول کردند اما استقلال به قدری تیمی ضعیف و بی سطح و کثیفی بود که در نیمه ی اول ۸ تا خورد. بازی ۱۴ ۰ به نفع العین عربستان تمام شد و زاک خوشحال نبود.اما تا اینکه از کمیته ی داوری شکایت کند ، کمیته ی داوری او را لو داده و او جریمه ی سنگینی شد و پرداخت جریمه باعث شد که کل ثروتش را از دست بدهد. او بدون حتی یک پنی در آلاسکا مشغول به کار در معدن شد و پولی دریافت کرد و با آن به شهر برنارد که شهری آرام و دور از اخبار بود سفر کرد.زاک متوجه شد آنجا کسی از هویت او با خبر نیست و با آرامش در آنجا زندگی کرد.
دلیل عینک آفتابی گذاشتن او احتیاطی است که رعایت می‌کند که به کمترین احتمال هم شناخته نشود.
لئوناردو پنگوئنی کوچک و معصوم که در بعضی مواقع وارد دعوای برنارد و زاک می‌شود ولی هیچ علاقه‌ای به این کار ندارد همانند او شخصیتی مؤنث به نام ایوا نیز در داستان‌ها وجود دارد.

## برخی از ایپزودها
برخی از ایپزودهای جالب:
- گلدان: برنارد تمام مدت عاجزانه سعی می‌کند از یک خیابان یک گلدان گل رز را عبور دهد.
- سکه باستانی: برنارد تمام مدت دنبال یک سکه در خیابان می‌گردد (همان قسمت معروف پلنگ صورتی)
- مگس مزاحم: یک مگس مزاحم اوقات فراغت برنارد را به هم می‌زند و برنارد سعی در کشتن او دارد. در اثر یک اتفاق برنارد کوچک می‌شود و با حشرات درگیر می‌شود.
- گاوباز: در یک مزرعه برنارد گیر یک گاو مزاحم می‌افتد و با او گاوبازی می‌کند.
- زندانی: برنارد به عنوان یک فراری از زندان فرار می‌کند ولی در راه توهم زده شده و به زندان بازمی‌گردد.
- کمی آسایش: برنارد به‌شدت خوابش می‌آید. تمام مدت ایپزود خواب است ولی اتفاقات جالبی برایش می‌افتد.
- بسته: برنارد بسته‌ای را در خیابان حمل می‌کند و تمام مدت زاک فضول قصد دزدی آن را دارد.
- پیتزا ترسناک: برنارد به عنوان یک پیک پیتزا اشتباهاً پا به یک خانه ویرانه متروک شبح زده می‌گذارد.
- دوچرخه: برنارد اشتباهاً سوار دوچرخه زاک شده و در خیابان سردرگم می‌شود او و زاک در خیابان دوچرخه سواری می‌کنند.
- قایق: برنارد در دریا یک قایق پیدا می‌کند و قایق سواری دیوانه واری شروع می‌شود.
- فروشگاه زنجیره‌ای: برنارد پا به یک فروشگاه می‌گذارد و همراه زاک در آنجا خرابکاری می‌کند.